# Benjamin Chilley Campbell Pine

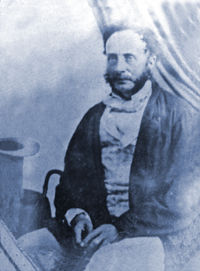
Benjamin Chilley Campbell Pine.

Benjamin Chilley Campbell Pine (1809-1891) fue un militar británico. Oficial de Marina que se convirtió a partir de 1850 en Teniente-Gobernador de la colonia de Natal, en Sudáfrica. Entre 1857 y 1858 fue gobernador de Ghana. El 30 de julio de 1868 fue designado a la posición del gobernador de Australia occidental. Poco tiempo después, sin embargo, una vacante ocurrió para la posición del gobernador de las islas de Sotavento, y se decidió su nombre para el cargo, que desempeñó como Gobernador de Antigua y Barbuda entre 1869 y 1873, sin llegar nunca a asumir su rol en Australia occidental.